# 빨간 앵두 8
"빨간 앵두 8"(Red cherry 8)은 한국에서 제작된 박호태 감독의 1994년 영화이다. 이유라 등이 주연으로 출연하였고 윤세중 등이 제작에 참여하였다.

## 출연

### 주연
- 이유라
- 신성하
- 김국현

### 조연
- 남수정
- 백송
- 정세혁
- 노사강
- 안진수
- 박예숙
- 홍윤정
- 한명환
- 신경환
- 문신억
- 홍기영
- 박은영
- 배성은

## 기타
- 조명: 장기종